# Un souhait pour Noël (téléfilm, 2008)
Pour les articles homonymes, voir Un souhait pour Noël.
Un souhait pour Noël (The Mrs. Clause) est un téléfilm de Noël américano-canadien réalisé par George Erschbamer et diffusé en 2008 à la télévision.

## Synopsis
Sophie, mariée et mère de trois jeunes enfants, est débordée par ses activités professionnelles et personnelles. Alors qu'elle emmène ses enfants, à la veille de Noël, voir le Père Noël dans un centre commercial, elle éprouve le besoin de se retrouver. Elle souhaiterait changer de vie et dit au vieil homme à barbe blanche qu'elle envie une de ses anciennes rivales scolaires qui, bien que toujours célibataire, a particulièrement bien réussi professionnellement. Le Père Noël exauce la jeune femme, qui se retrouve dans un monde où toutes les situations sont inversées...

## Fiche technique
- Titre original : The Mrs. Clause
- Scénario : Sheri Elwood
- Durée : 100 min
- Pays :  États-Unis,  Canada

## Distribution
- Lea Thompson (VF : Caroline Beaune) : Sophie
- Andrew Airlie (VF : Nicolas Marié) : Dave
- Rachel Hayward (VF : Josiane Pinson) : Marcia
- Doug Abrahams (VF : Marc Alfos) : Père Noël
- Christina Jastrzembska (VF : Colette Venhard) : Margaret
- Rick Ravanello (VF : Jérôme Rebbot) : Jake
- Richard Ian Cox (VF : Damien Boisseau) : Morris
- Fiona Marinelli : Silvia
- Jill Morrison : Claire
- Cashel Satchwell : Nikki
- Megan Charpentier : Anna
- Acacia Hilts : JJ
- Laura Mennell (VF : Jessica Monceau) : Jill
- Jennifer Copping : Barbara
- Carly Washburn : Ella
- Andrew Francis : Elfe pas convaincant
- Christie Laing : Vendeuse
- Sandra Steier : Invitée du spa